# Sincretismo político
Sincretismo político, também chamado sincretismo ideológico, política sincrética, política espectral-sincrética ou transversalismo refere-se a  um esforço de conciliação entre posições políticas opostas, por meio de uma combinação de elementos do espectro político convencional esquerda-direita.
Portanto o sincretismo político pode tomar posições que não se enquadram no espectro político convencional, conjugar posições de ambos os lados políticos ou manter posições de neutralidade, optando por combinar - ou não - elementos associados à esquerda e à direita.

## Exemplos históricos

### Espanha
A Falange Espanhola, por exemplo, tradicionalmente considerada de extrema-direita, apresentava-se como sincrética, por atacar tanto a esquerda como a direita tradicional, considerando ambas suas "inimigas" e declarando-se nem de esquerda nem de direita, mas uma terceira posição.

### Reino Unido
No Reino Unido, o surgimento do New Labour sob Tony Blair e Gordon Brown foi uma aposta na Terceira Via, misturando políticas econômicas neoliberais, como a privatização bancária, com políticas socialmente progressistas.

### Estados Unidos
Nos Estados Unidos, os adeptos da Terceira Via abraçam o Conservadorismo fiscal em maior medida do que os liberais sociais tradicionais e advogam alguma substituição do Bem estar social pelo trabalho assistido, e às vezes têm uma preferência mais forte por soluções de mercado para problemas tradicionais (como nos mercados de poluição), enquanto rejeitam o Laissez-faire puro e outras posições do direito-libertário. Esse estilo de governar foi firmemente adotado e parcialmente redefinido durante a administração do Presidente Bill Clinton. O cientista político Stephen Skowronek introduziu o termo "Terceira Via" na interpretação da política presidencial americana. Tais presidentes minam a oposição ao adotar políticas dela em um esforço para ocupar o centro e, com isso, alcançar a dominação política. Essa técnica é conhecida como triangulação e foi usada por Bill Clinton e outros Novos Democratas que buscavam ir além da reputação do liberalismo do New Deal do partido em resposta ao realinhamento político da década de 1980. Através dessa estratégia, Clinton adotou temas associados ao Partido Republicano, como conservadorismo fiscal, reforma do bem-estar social, desregulamentação e políticas de lei e ordem. Famosamente, ele declarou no Discurso do Estado da União de 1996 que "a era do grande governo acabou". Nos Estados Unidos, o movimento Patriot Front, por rejeitar tanto o Partido Republicano (Estados Unidos) e o Partido Democrata (Estados Unidos), pode se considerar de "Terceira Posição"

### Segunda República Congolesa/Zaire
No Congo, o Mobutismo, foi a ideologia oficial do Movimento Popular da Revolução (MPR) e a principal ideologia estatal do Zaire durante a Guerra Fria. Essa doutrina abraçava e exaltava os pensamentos, visões e políticas do presidente zairense autoproclamado "Pai da Nação", Mobutu Sese Seko. O Mobutismo, em síntese, se baseava-se em uma doutrina de negação tanto do Comunismo (Bloco Soviético), quanto do Capitalismo liberal (Organização do Tratado do Atlântico Norte). Ao mesmo tempo que Mobutu tentava se manter como Não-Alinhado, o governo do Zaire fez alianças com a China de Mao Zedong e os Estados Unidos de Ronald Reagan.

Bandeira do Zaire e símbolo do Movimento Popular da Revolução e do mobutismo.

O Movimento Popular da Revolução (MPR) foi estabelecido como o Partido único legalmente aceito no Zaire. Inicialmente, Mobutu projetou a constituição do Zaire para permitir um partido de oposição nominal, mas mais tarde argumentou que a constituição apenas recomendava, sem exigir, resultando na criação de um Estado de Partido único e na proibição de todos os outros partidos políticos em 1966. A ideologia, estabelecida no Manifesto de N'sele, incorporava os princípios do "Nacionalismo", da "Revolução" e da "autenticidade". A revolução foi descrita como uma "verdadeira revolução nacional, essencialmente pragmática", rejeitando tanto o Capitalismo quanto o Comunismo, favorecendo uma "revolução nacional". O Manifesto de N'sele também delineou as intenções do governo, incluindo a expansão da autoridade do governo nacional, a modernização das normas trabalhistas, a busca pela independência econômica e a promoção de um "nacionalismo autêntico" no Zaire.
Atualmente, a ideologia sobrevive em organizações como a União dos Democratas Mobutuistas de Nzanga Mobutu.

### Brasil
No Brasil, a doutrina trabalhista, inspirada na doutrina social cristã, rejeita tanto o capitalismo tradicional quanto o comunismo, propondo um "capitalismo solidarista" como alternativa viável a ambos. Defendendo o nacionalismo e a economia de mercado dentro de uma lógica social. 
Enéas Carneiro, candidato à presidência do Brasil em três ocasiões, intitulava-se nacionalista apenas, rejeitando o eixo esquerda-direita por considerá-los obsoletos.

### Indonésia
Na Indonésia, o "Nasakom" (Nasionalisme, Agama, Komunisme) que significa nacionalismo, religião e comunismo, foi um conceito político cunhado pelo Presidente Sukarno, o qual prevaleceu de 1959 até 1966, quando este foi deposto. A ideia de "Nasakom" era unificar várias ideologias políticas, Isto é, os grupos religiosos, nacionalistas e comunistas que possuiam muita influência na política Indonésia. 

## Outros Exemplos
- LMP – Partido Verde da Hungria
- Movimento 5 Estrelas, Itália
- Partido Demokratiko Pilipino
- Partido Nacional-Bolchevique, Rússia (1993-2007)
- Partido Popular – Movimento por uma Eslováquia Democrática
- Partido Social Democrata (Reino Unido)
- Partido Social-Democrata (Roménia)
- Partido Trabalhista Brasileiro (1945-1964)